# Xixuthrus solomonensis
Xixuthrus solomonensis là một loài bọ cánh cứng trong họ Cerambycidae.